# Pakhuis Sparreboom
Pakhuis Sparreboom is een voormalig pakhuis aan de Keizersgracht 487 in Amsterdam, tussen de Leidsestraat en de Nieuwe Spiegelstraat. Het rijksmonumentale pand stamt uit de tweede helft van de zeventiende eeuw en maakte deel uit van een complex van zeven vrijwel identieke pakhuizen op de huidige nummers 483 tot 489. Alleen nummer 483 (Pakhuis Palmboom) en 487 zijn als zodanig bewaard gebleven. 

## Geschiedenis
Pakhuis Sparreboom is gebouwd tussen 1680 en 1685 naar een ontwerp van architect Pieter Adolfse de Zeeuw, in opdracht van Andries Pels. Het pand, dat zes meter breed en dertig meter diep is, heeft een puntgevel met aanzetstukken (voluten). 
Andries Pels was een zoon van Jan Lucas Pels, die in 1654 met zijn broer de firma Guillaume & Jean Pels oprichtte, met als doel de import van koffie, thee, katoen, zijde, suiker en exotische kruiden als peper en kruidnagel vanuit Oost-Indië. Na het overlijden van zijn vader erft Pels een woonhuis aan de Herengracht 438, waar hij aan de achterzijde aan de Keizersgracht pakhuizen laat bouwen voor zijn eigen onderneming. Het pakhuis werd oorspronkelijk gebruikt voor de opslag van hout en andere bouwmaterialen, afkomstig van de houthandel met Scandinavië en het Oostzeegebied. Hier is de naam Sparreboom dan ook een verwijzing naar. Het is later ook nog als koffiepakhuis in gebruik geweest.
Op 13 juni 1952 was er een grote brand in het pakhuis, op dat moment eigendom van Swets & Zeitlinger die er een antiquarische boekhandel gevestigd hadden. Er was vooral schade aan de voorzijde van het pand. Tegenwoordig zijn er appartementen gevestigd. 

## Trivia
- Vanaf 1908 was de Keizersgracht 487 (voor een deel) eigendom van de A.R.M., de Amsterdamsche Rijtuig Maatschappij.[5]
- In 1994 gaf de KLM een Delfts blauw huisje uit van het voormalige pakhuis Sparreboom.[6]

## Galerij

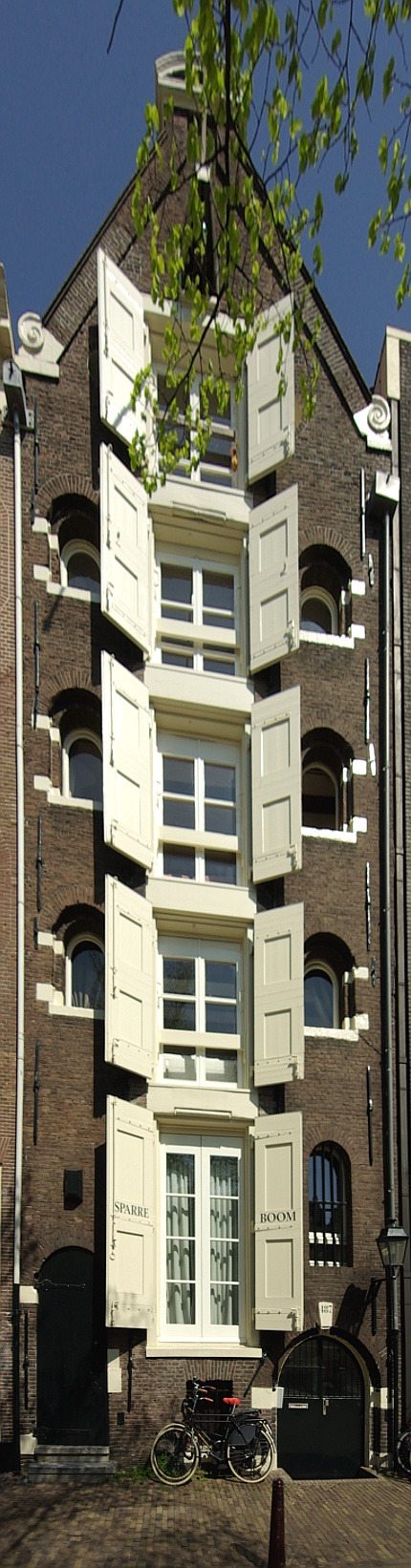
Totaaloverzicht Keizersgracht 487
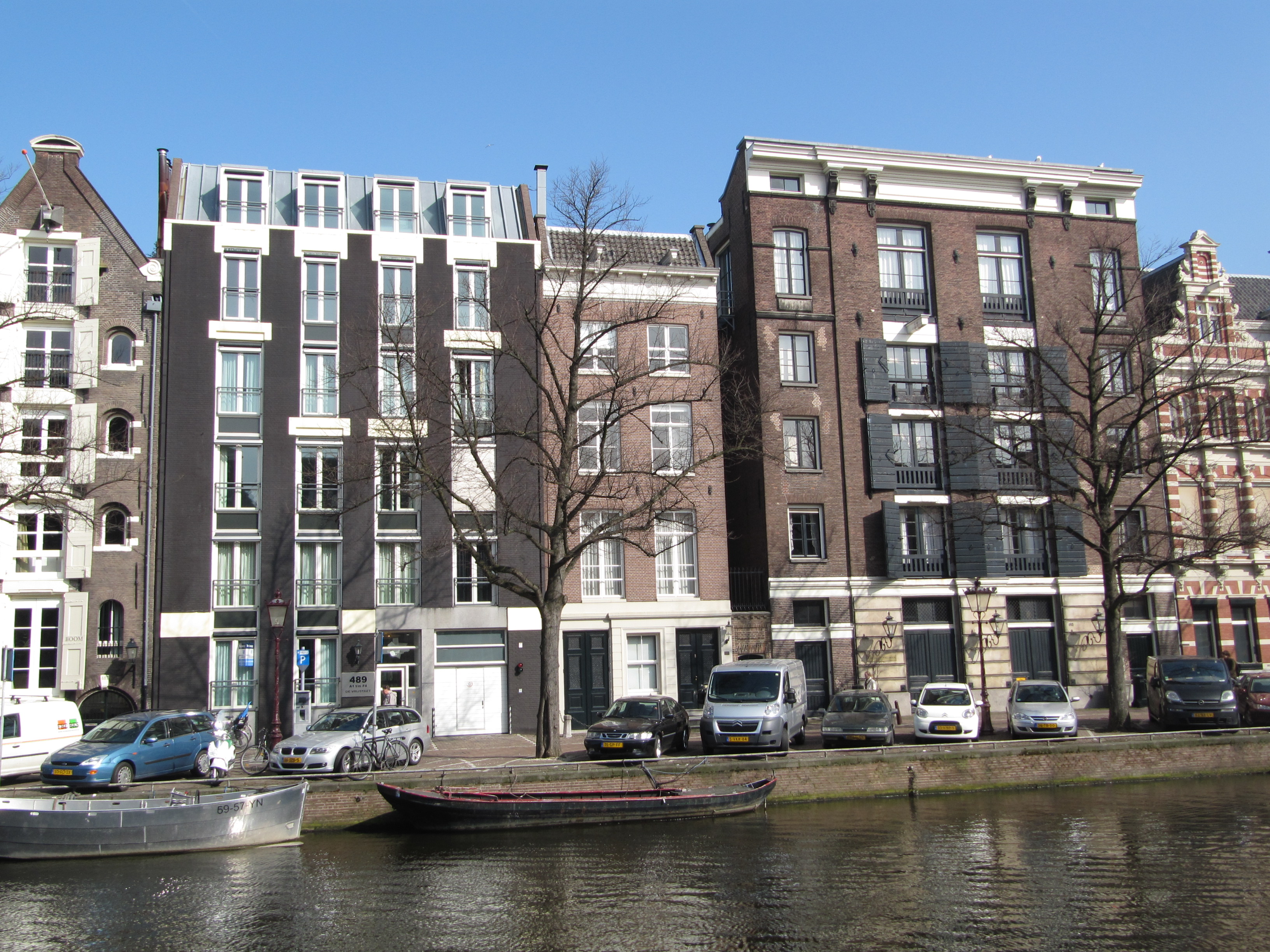
Keizersgracht, met uiterst links nr. 487
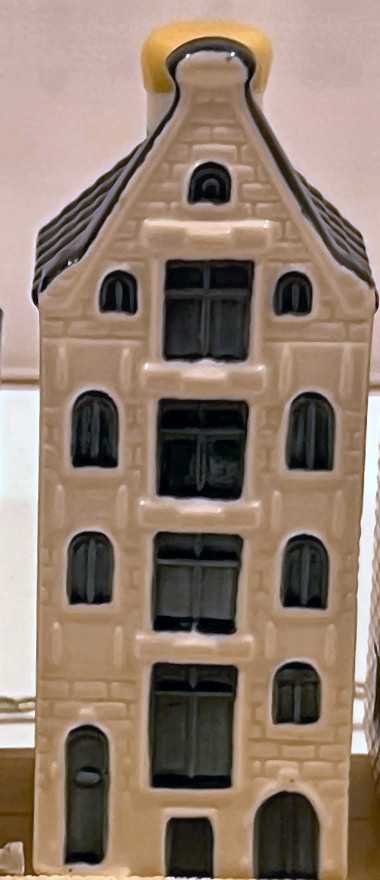
KLM Delfts blauw huisje nr. 65